# ザ・ベースボールクイズ
ザ・ベースボールクイズ（The Baseball Quiz）は、1991年〜1995年にかけて、ニッポン放送のラジオ番組『伊集院光のOh!デカナイト』（放送時間は平日〔後に月曜〜木曜〕22時〜25時）内で放送していたクイズコーナーである。コーナーの放送時間は23時から約10〜15分間。

## ルール・概要
- 1984年から1990年まで『三宅裕司のヤングパラダイス』で放送された「ドカンクイズ」、1990年から1991年まで放送された『内海ゆたおの夜はドッカーン!』の「暴走族クイズ」と歴代夜ワイド番組の系統を受け継いだリスナー参加型のクイズコーナー。両クイズからルールが大幅に改正された。
  - 「ドカンクイズ」「暴走族クイズ」のルールからは「問題のどこか1問に隠された、挑戦者を強制失格させるトラップ（「ドカン」「クラッシュ」に相当）が無くなり、最後まで挑戦できるようになった」「問題は最初から9問に設定され、出題の制限時間も無くなったため必ず全問出題させるようになった」という変更点があった。
- ハガキで応募したリスナーの中から選ばれた2人（主に関東地方の中高生）が挑戦。
- 問題は9問出され、1問毎にヒット、ツーベース、ホームラン問題の中から1つを選択。ヒット問題が最も易しく、ホームラン問題が最も難しい。
- 一問一答形式で、口頭で解答。正解なら進塁、間違えたらアウト。
- 獲得点数1点につき賞金5000円が贈られる（最高は45000円）。
- 3アウト（3問不正解）になるか、正解・不正解に関係なく9問目を終えたらゲームセット。月間で最高得点を取った人には、賞金とは別に豪華賞品も贈られた。

## 備考
- 明治神宮野球場や西武ライオンズ球場で9人1チームの8校が、実際にダイヤモンドを回りながらクイズを行うイベント「学校対抗ザ・ベースボールクイズ」があり、会場を中高生で一杯にした。
- 序盤は簡単なヒット問題・ツーベース問題で走者を溜め、最後の9問目でホームラン問題を選びそれらを一掃するのがセオリーだが、解答者の中には1問目から全部ホームラン問題を選び続ける、良く言えば勇敢、悪く言えば無謀な挑戦をした解答者もいた。また4問目以降は問題の難易度が上がる傾向があり、最初の3問でヒット問題を正解し続けて満塁にしたが、4問目から3連続ヒット問題で間違えてゲームセットの憂き目に遭う解答者もいた。
- 一度、単発番組としてテレビ番組化されたこともあった。この時は、審判役に森脇健児を据えて、伊集院光は実況役を担当した。また、一問一答クイズではなく相手チームとの早押しクイズとなっており、選んだ塁打の問題に応じて人数が2～6人と変わる守備側に勝てば進塁というルールで行われた。
- 後に同局で同時間帯（月曜〜木曜22時〜24時）に放送していた『東貴博のヤンピース』内で、リメイク版「ベースボールクイズ（Baseball Quiz）」として放送していた。